# Disparomitus schoutedeni
Disparomitus schoutedeni is een insect uit de familie van de vlinderhaften (Ascalaphidae), die tot de orde netvleugeligen (Neuroptera) behoort. 
Disparomitus schoutedeni is voor het eerst wetenschappelijk beschreven door Navás in 1925.